# Бжузкі (Великопольське воєводство)
Бжузкі (пол. Brzózki) — село в Польщі, у гміні Крамськ Конінського повіту Великопольського воєводства.
Населення — 228 осіб (2011).
У 1975—1998 роках село належало до Конінського воєводства.

## Демографія
Демографічна структура станом на 31 березня 2011 року:
|          | Загалом | Допрацездатний вік | Працездатний вік | Постпрацездатний вік |
| -------- | ------- | ------------------ | ---------------- | -------------------- |
| Чоловіки | 106     | 22                 | 72               | 12                   |
| Жінки    | 122     | 26                 | 68               | 28                   |
| Разом    | 228     | 48                 | 140              | 40                   |